# زرنيخات ثنائي هيدروجين البوتاسيوم
 زرنيخات ثنائي هيدروجين البوتاسيوم  مركب كيميائي له الصيغة KH2AsO4 ، ويكون على شكل بلورات عديمة اللون .

## التحضير
يحضر زرنيخات ثنائي هيدروجين البوتاسيوم من تفاعل هيدروكسيد البوتاسيوم مع حمض الزرنيخيك؛ كما يمكن أن يتم التحضير من التفاعل بين كربونات البوتاسيوم وأكسيد الزرنيخ الخماسي:
{\displaystyle {\ce {K2CO3 + As2O5 + 2H2O -> 2KH2AsO4 + CO2 ^}}}

## الخواص
يوجد المركب في الشروط القياسية على شكل بلورات بيضاء عديمة اللون تنحل بالماء.

## الاستخدامات
نظرأ لسميته العالية يستخدم مبيداً حشرياً؛ كما يستخدم لتحضير أملاح الزرنيخات وحمض الزرنيخيك.